# Blackout (pel·lícula de 1985)
Blackout és un telefilm de thriller psicològic estatunidenc del 1985 dirigit per Douglas Hickox i escrit per Richard Smith, Richard Parks, Les Alexander i David Ambrose.

## Trama
A Ohio, Lisa Vincent i els seus tres fills són trobats brutalment assassinats després d'una festa d'aniversari. El seu marit, Ed Vincent, ha desaparegut i es creu que és l'assassí. El veterà detectiu d'homicidis Joe Steiner està assignat al cas, però amb Vincent desaparegut, el cas d’ha refredat. Uns dies després, a Califòrnia, dos homes es veuen implicats en un naufragi amb foc que mata un i deixa l'altre desfigurat. Es descobreix que un d'ells és Allen Devlin. Al principi, la policia no està segura de quin dels dos és, ja que el cadàver del difunt va ser cremat, cap dels dos tenia identificació i el supervivent té amnèsia. Se sospita que l'altre home era un autoestopista. Segons els testimonis, determinen que el supervivent és Allen.
Durant l'any següent, Allen rep múltiples cirurgies reconstructives facials i intenta recordar el seu passat amb l'ajuda de Chris Graham, una infermera que el va tractar. S'enamoren. Sis anys després, els dos estan feliçment casats i tenen fills. Allen és un agent immobiliari d'èxit i Chris és una mestressa de casa. Steiner, després d'haver estat obligat a jubilar-se anticipadament, encara busca pistes sobre els assassinats de Vincent. El seu antic col·lega, Phil Murphy, li informa que el seu recinte ha rebut una propina pels assassinats en forma d'article de diari on apareixen els Devlin. El informador suggereix que Allen té una gran semblança amb Ed Vincent.
Steiner viatja a Califòrnia per investigar. Es troba amb Allen i confessa les seves sospites que Allen pot ser Ed Vincent. El cap de policia Michael Patterson, l'antic amant de Chris, insta a Steiner a abandonar la investigació. Steiner admet que creu que Allen va enviar l'article del diari i que té un personalitat dividida. Vincent forma part del seu subconscient que vol ser atrapat per por de tornar a matar.
Allen contracta un investigador privat, John Davey, per confirmar l'acusació de Steiner. Davey localitza a Theo Grant, que va cedir el vehicle que l'Allen i l'autoestopista utilitzaven en el moment de l'accident. Allen li pregunta si té una semblança amb Vincent, però Grant es nega a parlar sense compensació. Aquella nit, mentre l'Allen està a la feina, en Chris rep una trucada d'un home amb una veu distorsionada que l'anomena Lisa i l'acusa de tenir una aventura.
Més tard, una dona és atacada en un parc per un home que portava una màscara de cuir, Steiner dedueix que aquest atac està relacionat amb altres similars que van passar a Ohio que es van aturar de sobte quan es van produir els assassinats de Vincent. Sospita que Vincent va ser el responsable d'aquests atacs que finalment van culminar amb l'assassinat de la seva família després de descobrir que la Lisa tenia una aventura. Aquella nit, Davey és trobat assassinat, i Patterson, creient que Steiner pot tenir raó, demana que es registrin la casa de Devlin. No es troba res. Poc després, s'informa d'un altre atac i Chris rep una altra trucada telefònica inquietant. Presa de pànic per treure els seus fills de casa, descobreix una màscara de cuir negre i s'enfronta a Allen, que afirma la seva innocència però, sota l'assessorament del seu advocat, s'ingressa en un hospital psiquiàtric.
Steiner i Patterson discuteixen el cas a casa d'aquest últim on Steiner descobreix un mural de fotografies de Chris. Patterson admet que encara està enamorat d'ella i que va ser qui va enviar l'article al diari però nega haver fet les trucades a Chris. Steiner suposa que tot el cas Devlin va ser una farsa, un intent de Patterson d'acusar falsament Allen dels assassinats de Vincent per destruir el seu matrimoni perquè Patterson pogués perseguir Chris. Aparentment, la seva teoria es confirma quan un violador que portava una màscara de cuir és capturat. Més tard visita Chris i Allen, dient-los a tots dos que desconfiïn de Patterson. Allen és donat d'alta de l'hospital i el cas contra ell es retira.
Aquella nit, Patterson s'enfronta a Chris i l'adverteix sobre el seu marit i nega ser responsable de les trucades. Mentre prepara una festa d'aniversari per al seu fill, Chris és atacada per un agressor amb una màscara de cuir, aconsegueix sotmetre’l temporalment i es treu la màscara, revelant que és Allen, confirmant que realment és Ed Vincent i que l'home. mort al naufragi era l'autèntic Allen Devlin. Ella aconsegueix amagar-se al seu vehicle quan ell es desperta i troba el cadàver de Patterson a dins. Steiner, mentrestant, escolta un anunci d'aniversari per al nen Devlin a la ràdio i, amb el pressentiment, es dirigeix cap a casa seva. Arriba just a temps per disparar a Allen abans que mati en Chris. Dies després, Chris visita Steiner i li agraeix que hagi salvat la vida a ella i als seus fills.

## Repartiment
- Richard Widmark com a Joe Steiner
- Keith Carradine com a Allen Devlin
- Kathleen Quinlan com a Chris Graham
- Michael Beck com a Michael Patterson
- Dameon Clarke com el nen maltractat Mauro
- Martina Deignan com a Pauline
- Kenneth Kimmins com el Dr. Kay (com Ken Kimmins)
- Jason Michas com a Mark
- Gabrielle Rose com a amiga de la víctima
- Jerry Wasserman com a secretari del motel
- Don Hood com a Phil Murphy

## Recepció
Tot i que John J. O'Connor del New York Times va opinar que Blackout mai va ser "del tot convincent" i ni tan sols memorable, va admetre que sí que va aconseguir "aconseguir un flux constant de suspens aterridor" i assolir el "quilometratge màxim" del seu "elenc de primer nivell". Joanna Berry del Radio Times va atorgar una puntuació de 2/5, que va escriure que la pel·lícula era un "thriller mitjà" sense "sorpreses reals" al magatzem per al detectiu o per al públic.." In a review written for Ozus' World Movie Reviews, Dennis Schwartz gave Blackout a grade of B+ and labelled it a "fun watch" in spite of its predictable and "murky" plot that culminated in a "bland" ending. En una ressenya escrita per a Ozus' World Movie Reviews, Dennis Schwartz va donar Blackout'  una nota de B+ i el va etiquetar com a "divertida de veure" malgrat la seva trama previsible i "enfosquida" que va culminar amb un final "insuls"."

## Assassinat de la vida real
Blackout va guanyar notorietat després de l'assassinat per part d'Ed Sherman de la seva dona embarassada Ellen el 3 d'agost de 1985 a Connecticut perquè possiblement s'hagués inspirat en la pel·lícula, que es va presentar com a prova al judici de Sherman. Com un personatge a la pel·lícula, Sherman va matar la seva dona i va utilitzar un aire condicionat per intentar frenar la descomposició de les seves restes en un intent d'establir una coartada. Sherman va ser condemnat a cinquanta anys de presó el 1992, però va morir d'un atac de cor després de complir gairebé quatre anys. El cas es va presentar a l'episodi de Forensic Files "Dinner and a Movie."